# Euscyrtus lineoculus
Euscyrtus lineoculus är en insektsart som beskrevs av Sigfrid Ingrisch 1987. Euscyrtus lineoculus ingår i släktet Euscyrtus och familjen syrsor. Inga underarter finns listade i Catalogue of Life.